# Précontinent III

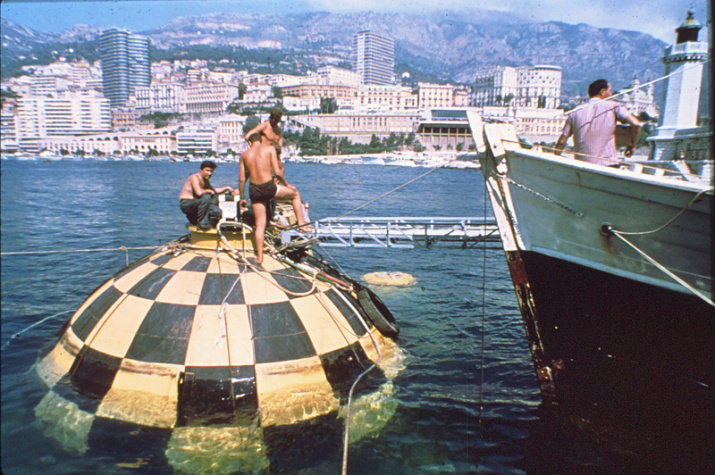
La maison sous la mer, expérience Précontinent III

Précontinent III est le troisième et dernier projet d'habitat sous-marin réalisé par l'Équipe Cousteau.
L'expérience se déroula en 1965 à 100 mètres de profondeur devant Saint-Jean-Cap-Ferrat. On peut compter parmi les six membres de la mission, appelés océanautes par Jacques-Yves Cousteau : André Laban, Philippe Cousteau, Jacques Rollet, Christian Bonnici, Raymond Coll et Yves Omer.
Ce projet fut réalisé dans le but de pouvoir vérifier si l'exploration sous-marine et le travail au large à plus de 100 mètres de fond étaient possibles ; les océanautes prouvèrent notamment qu'il était possible de maintenir en état une tête de forage pétrolier à 110 mètres sous le niveau de la mer, c'est-à-dire à une profondeur deux fois supérieure à ce que l'on considérait jusqu'alors comme la limite extrême des possibilités humaines.
Cette expérience servit aussi à la conquête spatiale dans l'étude des gaz respirables et la vie en milieu confiné.
Dans ce cas-ci, l'habitacle avait une forme sphérique afin de pouvoir mieux résister à la pression de 11 atmosphères ; il s'agissait d'une sphère d'acier de 5,70 mètres de diamètre, reposant sur un châssis de 14,5 mètres sur 8,5 mètres. L'habitacle pèse 25 tonnes, mais une fois lesté, son poids atteint 130 tonnes.
Précontinent III avait été précédé par les habitats Précontinent I (1962) et Précontinent II (1963). Ce dernier, Précontinent II, fit l'objet d'un film intitulé Le Monde sans soleil, sorti en salles en 1964. Quant à l'expérience Précontinent III, elle fit aussi à son tour l'objet d'un film mais qui cette fois ne fut pas destiné à être projeté en salles. Le film sur Précontinent III, intitulé en français L’Aventure Précontinent, fut conçu pour la télévision et fut découvert pour la première fois en 1966 par les téléspectateurs français et américains (aux États-Unis sous le titre en anglais Conshelf Adventure), en constituant au passage le premier film de la série documentaire L'Odyssée sous-marine de l'équipe Cousteau.